# ノザワナ
ノザワナ（野沢菜）は、アブラナ科アブラナ属の二年生植物。日本の長野県下高井郡野沢温泉村を中心とした信越地方で栽培されてきた野菜で、特産の野沢菜漬けの材料とされる。高菜、広島菜とともに日本三大漬菜に数えられる。第二次世界大戦後は北海道から熊本まで、全国的に栽培されるようになった。別名、信州菜（シンシュウナ）。
茎と葉の丈は50 - 90cmにもなる。収穫しないで越冬すると、春には薹が立って黄色い菜の花が咲く。

## 概要
一般にカブの品種とされているが、これは1756年、野沢温泉村の健命寺の住職が京都に遊学した際、大阪市天王寺で栽培されている天王寺蕪の種子を持ち帰り、その子孫が野沢菜となったとの言い伝えによる。しかし、種子表皮細胞ほかに対する遺伝的研究から、これは否定されている。
日本のカブは、西日本で主流のアジア系（var. glabra、中国経由）と、東日本の山間地に多く耐寒性に優れるヨーロッパ系（var. rapa、シベリア経由）に大別されるが、野沢菜は天王寺蕪のようなアジア系ではなくヨーロッパ系の特徴が強く、福島県に近縁種が確認されている。
現在は、カブに由来する別の変種（var. hakabura：葉蕪）と考えられ、近隣で栽培されている伝統野菜の漬け菜（稲核菜（いねこきな）、羽広菜、鳴沢菜、長禅寺菜など）や紫かぶ（諏訪紅蕪、細島蕪など）は、いずれも近縁とみられる。
野沢温泉村では蕪菜（かぶな）と呼んでいたが、大正時代に開設されたスキー場を訪れた都会のスキー客が蕪菜の漬け物に感激して「野沢菜漬け」と愛称を付け、それが全国的になって野沢菜、野沢菜漬けという呼び名が定着した。

## 利用

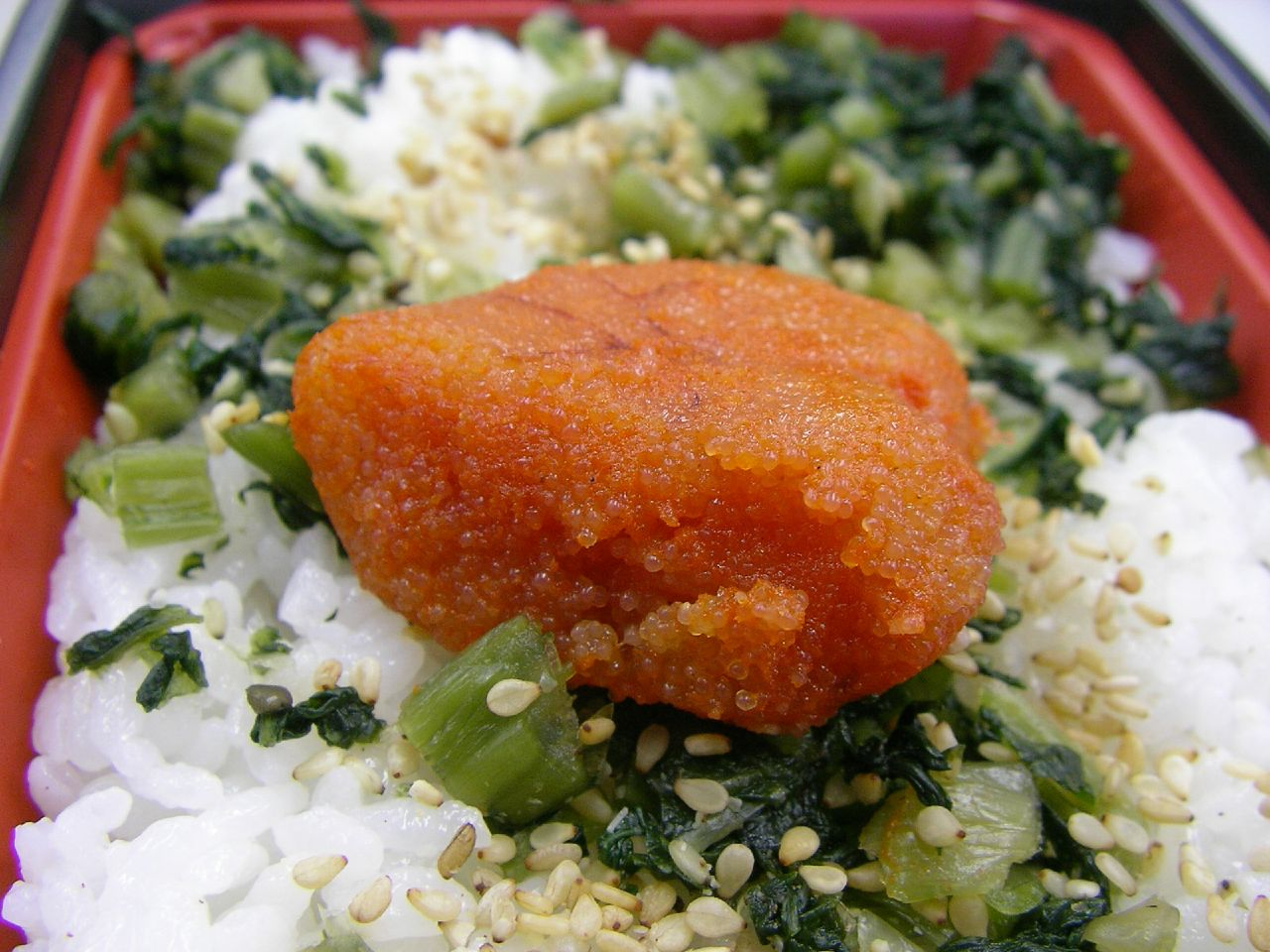
明太子と野沢菜ごはん

野沢菜の利用法としては、葉と茎を漬物にした野沢菜漬けが有名だが、その他の利用法もある。
栽培は、9月に播種し間引きを繰り返すが、間引いた苗はお浸しや浅漬け（当座漬け）として食される。成長した地上部は10月から12月にかけて収穫され、主用途である野沢菜漬けとなる。残された根からは、翌春の雪解後に芽が伸びるので、これを収穫し野菜（とうたち菜）として利用されるほか、新たに種を蒔いて春菜、うぐいす菜を育て浅漬けとして利用する。
地上部はさらに成長して5月に開花し、6月に種子の採取が行われる。

### 野沢菜漬け

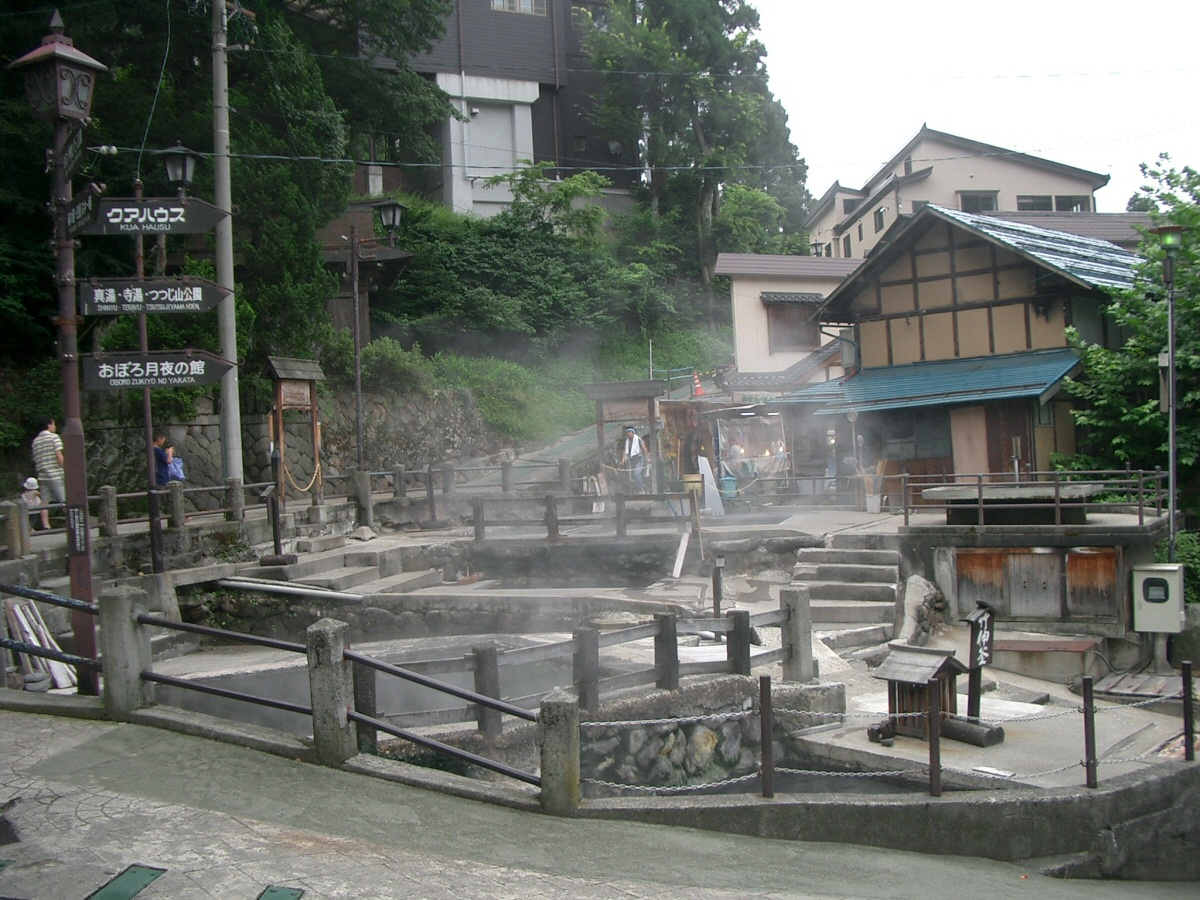
お菜洗いをする麻釜（野沢温泉）

畑で根（蕪）を切り落としてから共同浴場で「お菜洗い（おなあらい）」したのち、大きな木の桶で漬る。そのほか家庭ごとの味付けがされる。
乳酸発酵が進みアメ色に変色した本漬と、緑色のままの浅漬がある。
寒冷な環境で製造・保存されるため、発酵はあまり進まず、臭いは少なめであっさりした味わいなのが特徴。常温で放置しておくと急激に軟化して歯ざわりが変化し酸味が増すため、保管には低温を維持する必要がある。茶受けや酒の肴として広く好まれる。またそのまま食べる以外にも、炒め物や炒飯に用いたり、細かく刻んで納豆に薬味として混ぜるなど、広範囲に応用される。おにぎりやおやきの具材としても人気が高い。酸味が強くなったものは、醤油・砂糖・油で炒めて「佃煮風」にして食べることもある。
長野県の北信地域ではノザワナを「お菜」あるいは「なっぱ」、野沢菜漬けを「お葉漬け」と呼んでいる。
産地の長野県では一年中緑色の菜漬を供給するのに課題があったが、10月から12月にかけては主に長野県産、1月には主に徳島県産、2月には主に静岡県産、3月から5月にかけては主に山梨県産や長野県産のトンネル栽培物、6月には主に茨城県産、7月から9月にかけては主に長野県の八ヶ岳中腹から戸隠産のものと産地を移動することで解決している。
なお長野県は、野沢菜漬けを1983年（昭和58年）に長野県選択無形民俗文化財「信濃の味の文化財」に選択した。

## 栽培
野沢温泉では「麻畑（おばたけ）」と呼ばれる明治時代まで大麻を栽培していた耕地の後作にノザワナが栽培されてきた。
野沢温泉健命寺の屋敷畑で「寺種（てらだね）」と呼ばれるノザワナの原々種が作られ、「蕪菜原種」として「種一合、米一升」という高値で販売されていた。
野沢温泉の湯治客が土産に蕪菜の種子を買い求めていったことから、野沢温泉の湯治客圏とノザワナの栽培圏はほぼ一致していた。
「菜の花畠に入り日薄れ」と始まる「朧月夜」は長野県永江村（現・中野市大字永江）に生まれた高野辰之が作詞した。長野県の北信地方一帯では江戸時代からアブラナが主要な換金作物として栽培されており、一面に広がるアブラナの菜の花の記憶が詞のモチーフになったと想定される。
菜種油の需要が減って菜種が栽培されなくなると菜の花は見られなくなったが、近年は観光用に栽培されたノザワナの花が人気を呼んでいる。
ヨーロッパの菜の花に turnip tops（カブの芽）と呼ばれる野菜があり、イタリアではcima di rapa（チーマ・ディ・ラーパ）と呼ぶ。分類上カブではないが、根がカブのように肥大するが食用とされない点で、ノザワナと似ている。

## 参考画像

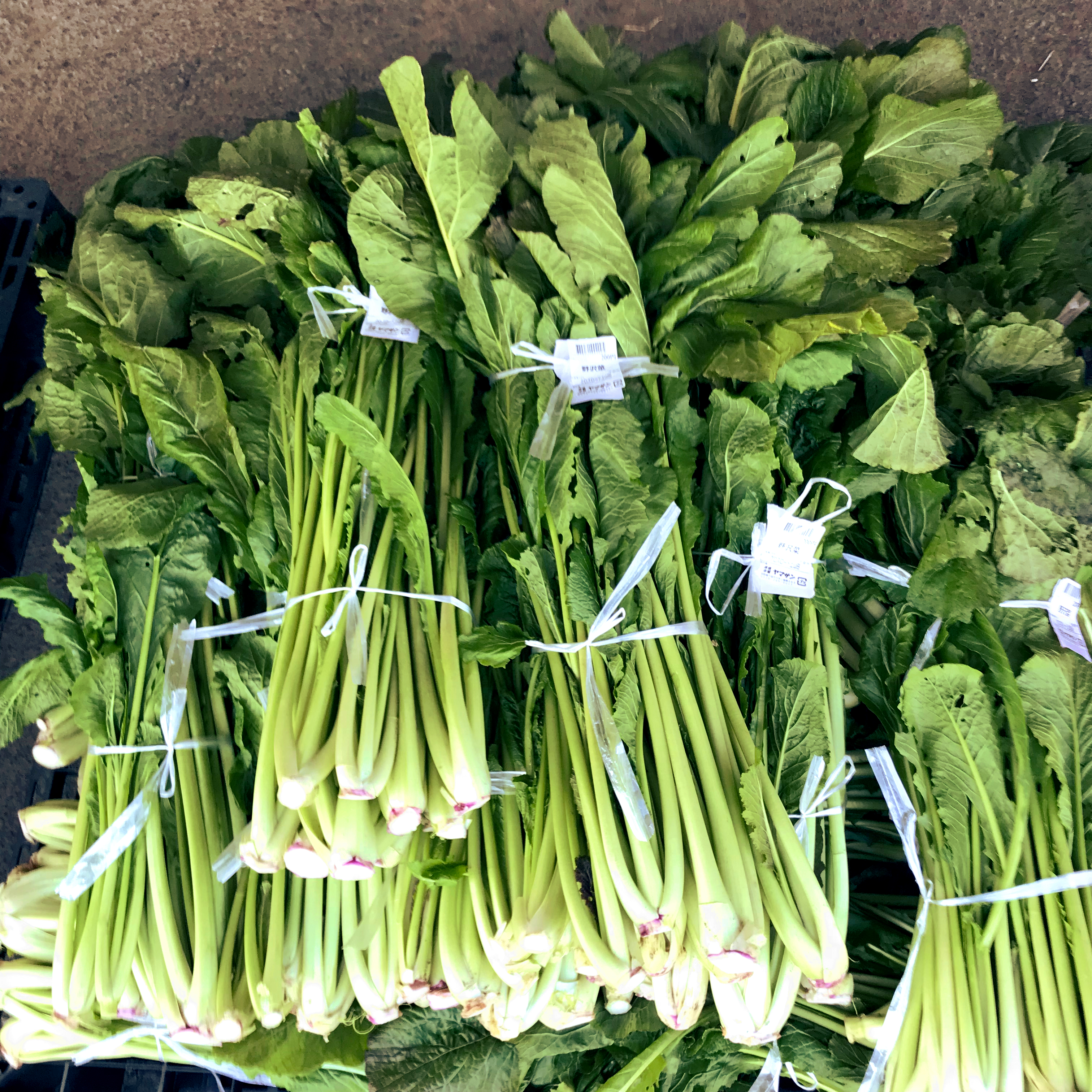
束ねて販売される野沢菜。